# Уповноважений Президента України з прав дитини
Уповнова́жений Президе́нта Украї́ни з прав дити́ни забезпечує здійснення Президентом України конституційних повноважень щодо додержання конституційних прав дитини, виконання Україною міжнародних зобов'язань у цій сфері.

## Історія
З метою забезпечення належних умов для реалізації громадянських, економічних, соціальних та культурних прав дітей в Україні, беручи до уваги необхідність особливого піклування про дитину, на виконання Україною міжнародних зобов'язань у сфері прав дитини Президентом України запроваджено інституцію Уповноваженого Президента України з прав дитини. Відповідні Укази Президента України «Про Уповноваженого Президента України з прав дитини» та «Питання Уповноваженого Президента України з прав дитини» були видані 11 серпня 2011 року. Того ж дня на посаду Уповноваженого Президента України з прав дитини призначено Юрія Павленка.
18 грудня 2014 року на посаду Уповноваженого Президента України з прав дитини призначено Миколу Кулебу. 15 червня 2021 року Кулебу було звільнено з посади.
Створення інституції Уповноваженого Президента України з прав дитини відповідає Конвенції ООН про права дитини та рекомендаціям Комітету ООН про права дитини: Комітет настійно рекомендує Україні вжити усіх необхідних заходів для створення посади Уповноваженого з прав дітей. Комісар Ради Європи з прав людини Томас Хаммарберг під час візиту в Україну у вересні 2011 року визначив запровадження Президентом України посади Уповноваженого Президента з прав дитини важливим кроком у сфері захисту прав дитини в Україні.
Звіт за результатами першого року діяльності

## Питання Уповноваженого
Уповноважений відповідно до покладених на нього завдань має право:
1. брати у встановленому порядку участь в опрацюванні проєктів законів, актів Президента України з питань прав та законних інтересів дитини;
2. відвідувати в установленому порядку спеціальні установ для дітей, заклади соціального захисту дітей та інші заклади, в яких перебувають діти, у тому числі місця тримання затриманих, попереднього ув'язнення, установи виконання покарань (СІЗО, виховні колонії), психіатричні заклади, спеціальні навчально-виховні установи, опитувати осіб, які там перебувають, та отримувати інформацію про умови їх тримання;
3. звертатися до державних органів щодо сприяння вирішенню питань, віднесених до компетенції Уповноваженого;
4. одержувати в установленому порядку від державних підприємств, установ, організацій необхідну інформацію, документи і матеріали, у тому числі з обмеженим доступом, з питань, що належать до компетенції Уповноваженого;
5. залучати в разі потреби в установленому порядку до опрацювання окремих питань представників органів державної влади, органів місцевого самоврядування, об'єднань громадян, а також експертів, учених та фахівців, у тому числі на договірній основі;
6. брати в установленому порядку участь у засіданнях державних органів з питань, що належать до компетенції Уповноваженого;
7. звертатися до державних органів, у тому числі правоохоронних, щодо виявлених фактів порушень прав та законних інтересів дитини;
8. вивчати в установленому порядку стан роботи із соціально-правового захисту дітей у закладах для дітей-сиріт та дітей, позбавлених батьківського піклування, спеціальних установах для дітей і закладах соціального захисту дітей, стан виховної роботи з дітьми у навчальних закладах;
9. взаємодіяти з організаціями, у тому числі міжнародними, з питань захисту прав та законних інтересів дитини.
Діяльність Уповноваженого з прав дитини тісно пов'язана із поширенням знань про Права дитини серед дітей та дорослих.

## Управління
Для забезпечення діяльності Уповноваженого створений відповідний структурний підрозділ Адміністрації Президента України — Управління забезпечення діяльності Уповноваженого Президента України з прав дитини. Співробітники Управління є державними службовцями.

## Громадська консультативна рада
Для надання консультативної допомоги Уповноваженому створена і діє Громадська консультативна рада з питань захисту прав дитини на правах робочої групи Адміністрації Президента України.. До складу Громадської консультативної ради увійшли 40 міжнародних та всеукраїнських громадських організацій, що працюють в інтересах дітей. У роботі Ради беруть активну участь представники всіх релігійних конфесій України.

## Звернутись до Уповноваженого

### Порядок звернення
1. Звернення щодо порушення прав дитини надсилаються на адресу: 11220, м. Київ, вул. Банкова, 11
Відповідно до законодавства України, до компетенції Уповноваженого Президента України з прав дитини не відносяться питання:
- які перебувають на розгляді судів або якщо з цих питань вже вступили в законну силу судові рішення;
- порядок розгляду яких встановлений кримінально-процесуальним, цивільно-процесуальним, трудовим законодавством, законодавством про захист економічної конкуренції, а також законами України «Про судоустрій і статус суддів»[20] та «Про доступ до судових рішень»[21], Кодексом адміністративного судочинства України[22];
- щодо перегляду, законності і обґрунтованості процесуальних рішень прокурорів та органів досудового слідства;
- щодо перегляду, законності й обґрунтованості судових рішень, їх скасування або зміни;
- щодо майнових спорів;
- щодо спорів між фізичними особами.

3. Уповноважений не розглядає звернень, що надійшли без зазначення місця проживання, не підписані автором (авторами), а також такі, з яких неможливо встановити авторство (таке звернення визнається анонімним).
4. Пропозиції щодо вдосконалення законодавства з питань захисту прав дитини можна направити електронним листом.

## Співпраця з міжнародними організаціями та експертним середовищем
З моменту запровадження посади Уповноваженого налагоджена тісна співпраця з Представництвом Дитячого фонду ООН (ЮНІСЕФ) в Україні, реалізуються спільні проєкти. Голова Представництва Дитячого фонду ООН (ЮНІСЕФ) в Україні Представництва Дитячого фонду ООН (ЮНІСЕФ) в Україні Юкіе Мокуо неодноразово підкреслювала важливу роль інституту Уповноваженого Президента з прав дитини.
Уповноважений плідно співпрацює з Європейською мережею омбудсменів з прав дітей European Network of Ombudspersons for Children. Україна отримала запрошення щодо членства у Європейській мережі омбудсменів з прав дітей. Голова ENOC Марек Міхаляк, Уповноважений з прав дитини Республіки Польща, під час візиту до України схвалив рішення щодо запровадження в Україні інституту Уповноваженого з прав дитини.
Стосовно удосконалення роботи із захисту прав дітей в Україні представники Ради Європи та Європейської мережі дитячих омбудсменів European Network of Ombudspersons for Children рекомендують Україні запровадити європейську модель Уповноваженого з прав дитини — окрему, законом передбачену компетентну і незалежну інституцію Уповноваженого з прав дитини, яка має певні імунітети під час роботи. На думку європейських експертів, саме за таких умов Уповноважений зможе справді бути незалежним і ефективно виконувати свої обов'язки із захисту прав дітей у повній мірі.

## Акти Президента України в сфері захисту прав дитини
- Указ Президента України № 756/2012 Про проведення у 2013 році в Україні Року дитячої творчості
- Указ Президента України № 609/2012 Про Національну стратегію профілактики соціального сирітства на період до 2020 року
- Доручення Президента України Щодо поліпшення захисту прав та законних інтересів дітей
- Доручення Президента України Щодо належного оздоровлення та відпочинку дітей у 2012 році, вирішення пріоритетних завдань, спрямованих на зміцнення здоров'я дітей
- Доручення Президента України Щодо запобігання виникненню пожеж, попередження травм і загибелі дітей під час пожеж
- Указ Президента України № 1163/2011 Про питання щодо забезпечення реалізації прав дітей в Україні
- Доручення Президента України Щодо запобігання поширенню епідемії ВІЛ/СНІДу в Україні та забезпечення доступної медичної допомоги для ВІЛ-інфікованих і хворих на СНІД громадян України
- Указ Президента України № 597/2011 Про Концепцію розвитку кримінальної юстиції щодо неповнолітніх в Україні
- Указ Президента України № 411/2008 Про заходи щодо забезпечення захисту прав і законних інтересів дітей
- Указ Президента України № 376/2007 Про додаткові заходи щодо захисту прав та законних інтересів дітей
- Указ Президента України № 1086/2005 Про першочергові заходи щодо захисту прав дітей

## Національне законодавство з питань захисту прав дитини
- Конституція України
- Сімейний кодекс України
- Цивільний кодекс України
- Цивільний процесуальний кодекс України
- Кримінальний кодекс України
- Житловий кодекс Української РСР
- Кодекс законів про працю України
- Кодекс України про адміністративні правопорушення (статті 1 — 212-20)
- Кодекс України про адміністративні правопорушення (статті 213—330)
- Закон України Про внесення змін до деяких законів України щодо вдосконалення окремих положень про обмеження місць куріння тютюнових виробів
- Закон України Про охорону дитинства
- Закон України Про Загальнодержавну програму «Національний план дій щодо реалізації Конвенції ООН про права дитини» на період до 2016 року
- Закон України Про забезпечення організаційно-правових умов соціального захисту дітей-сиріт та дітей, позбавлених батьківського піклування
- Закон України Про органи і служби у справах дітей та спеціальні установи для дітей
- Закон України Про попередження насильства в сім'ї

## Міжнародні нормативно-правові акти з питань захисту прав дитини
- Конвенція про права дитини
- Європейська конвенція про усиновлення дітей (переглянута)
- Конвенція про цивільно-правові аспекти міжнародного викрадення дітей
- Конвенція про юрисдикцію, право, що застосовується, визнання, виконання та співробітництво щодо батьківської відповідальності та заходів захисту дітей
- Конвенція про контакт з дітьми
- Європейська конвенція про визнання та виконання рішень стосовно опіки над дітьми та про поновлення опіки над дітьми
- Європейська конвенція про здійснення прав дітей
- Європейська конвенція про правовий статус дітей, народжених поза шлюбом
- Конвенція про визнання і виконання рішень стосовно зобов'язань про утримання
- Конвенція про заборону та негайні заходи щодо ліквідації найгірших форм дитячої праці N 182
- Конвенція про кіберзлочинність
- Конвенція Організації Об'єднаних Націй проти транснаціональної організованої злочинності
- Факультативний протокол до Конвенції про права дитини щодо торгівлі дітьми, дитячої проституції і дитячої порнографії
- Факультативний протокол до Конвенції про права дитини щодо торгівлі дітьми, дитячої проституції і дитячої порнографії

## Уповноважені Президента України з прав дитини
| № | Час повноважень                 | Портрет | Ім'я                        |
| 1 | 11 серпня 2011 — 24 лютого 2014 |         | Павленко Юрій Олексійович   |
| 2 | 18 грудня 2014 — 15 червня 2021 |         | Кулеба Микола Миколайович   |
| 3 | 15 червня 2021 —                |         | Герасимчук Дар'я Михайлівна |

## Офіційні публікації
- Підсумки першого року діяльності Уповноваженого Президента України з прав дитини Юрія Павленка (включено аналітичний Звіт за результатами дослідження у межах проекту «Права дітей в Україні: реалії та виклики після 20 років незалежності»)
- Аналітична довідка за результатами опитування дітей віком 10-17 років у межах проекту «Права дітей в Україні: реалії та виклики після 20 років незалежності»
- Підсумки діяльності Уповноваженого Президента України з прав дитини Юрія Павленка у 2013 році (включено звіт про проведення моніторингового дослідження стану функціонування закладів для дітей-сиріт і дітей в Україні)